# Hysteropterum ergenense
Hysteropterum ergenense är en insektsart som först beskrevs av Becker 1865.  Hysteropterum ergenense ingår i släktet Hysteropterum och familjen sköldstritar. Inga underarter finns listade i Catalogue of Life.